# Geomungo
El geomungo (també escrit komungo o kŏmun'go) o hyeongeum (literalment "cítara negra", també escrit hyongum o hyŏn'gŭm) és un instrument musical de cordes coreà de la família de les cítares. Estudiosos creuen que el nom es refereix al regne de Koguryö i es tradueix com a "cítara Goguryeo" o es refereix al seu color i es tradueix com a "Cítara grulla negra".

## Història

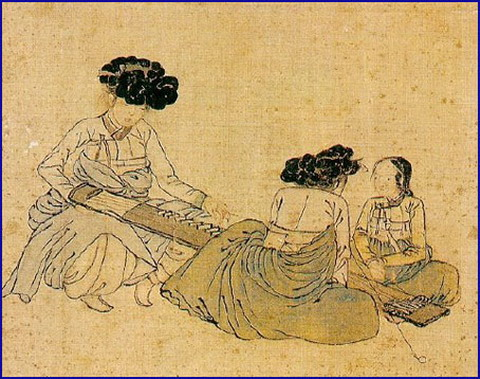
Il·lustració coreana on s'aprecia l'instrument.

D'acord amb el Samguk Sagi (Cròniques dels tres regnes), escrit l'any 1145, el geomungo va ser inventat pel primer ministre Wang San-ak a partir del guqin un instrument antic xinès (també anomenat chilhyeongeum, literalment "cítara de set-cordes"). Després de la seva mort, l'instrument va ser passat a Ok Vogo, Són Myeong-deuk, Gwi Geum, An Jang, Cheong Jang, i Geuk Jong, mentre s'escampava àmpliament per tot el regne.
Un arquetip de l'instrument està pintant en les tombes de Goguryeo. L'hi pot observar en les tombes de Muyongchong i Anak No.3.

## Descripció
El geomungo mesura aproximadament 162 cm de llarg i 23 cm d'ample, té ponts desplaçables anomenats Anjok i 16 trasts convexos. Té un cos buit on la placa frontal de l'instrument està construïda amb fusta de paulownia i la placa posterior és de fusta dura de castanyer. Generalment té sis cordes, les quals estan fabricades amb seda trenada que passen a través de la seva placa posterior. El bec està construït amb vares de fusta de la grandària d'una llapis regular.

## Interpretació
El geomungo és generalment interpretat estant assegut en el pis. Les cordes són premudes amb una vara curta de bambú anomenada suldae, la qual se subjecta entre en dit índex i el mitjà de la mà dreta, mentre la mà esquerra pressiona sobre les cordes per produir tons diferents. Les tonalitats típiques de les cordes obertes per a la música coreana són D#/Eb, G#/Ab, C, A#/Bb, A#/Bb, i A#/Bb una octava per sota del to central. L'instrument és interpretat en la música cortesana tradicional coreana i estils folklòrics del sanjo i sinawi.
A causa de les característiques percussives del so i la seva tècnica d'interpretació vigorosa es considera un instrument més "masculí" que el gayageum de dotze cordes (una altra cítara coreana); tots dos instruments, no obstant això, són tocats per intèrprets de tots dos sexes.
El nadiu de Corea, residit als Estats Units i compositor Jin Hi Kim interpreta un geomungo personalitzat a més de l'instrument regular.